# Выборы губернатора Орловской области (2018)
Досрочные выборы губернатора Орловской области, в соответствии с постановлением Орловского областного Совета народных депутатов, состоялись 9 сентября 2018 года во время единого дня голосования. Согласно Уставу Орловской области, глава субъекта избирался на пятилетний срок.
До участия в выборах Избирательной комиссией Орловской области было допущено пять кандидатов: Евгений Алёхин (выдвинут партией «Родиной»), Андрей Клычков (выдвинут КПРФ), Елена Крачнакова (выдвинут партией «Патриоты России»), Андрей Куцын (выдвинут ЛДПР), Руслан Перелыгин (выдвинут партией «Справедливая Россия»).

## Предшествующие события
14 сентября 2014 года кандидат от КПРФ Вадим Потомский был избран губернатором Орловской области..
5 октября 2017 года указом Президента Российской Федерации Владимира Путина досрочно освобождён от должности губернатора по собственному желанию. В тот же день назначен заместителем Полномочного представителя Президента Российской Федерации в Центральном федеральном округе Александра Беглова. Временно исполняющим обязанности губернатора был назначен депутат Московской городской думы Андрей Клычков.

## Выдвижение и регистрация кандидатов
В Орловской области кандидаты выдвигаются только политическими партиями, имеющими право участвовать в выборах. Самовыдвижение не допускается.
Каждый кандидат при регистрации должен представить список из трёх человек, один из которых, в случае избрания кандидата, станет представителем правительства региона в Совете Федерации.

### Муниципальный фильтр
В Орловской области кандидаты должны собрать подписи 8 % муниципальных депутатов и глав муниципальных образований. Среди них должны быть подписи депутатов районных и городских советов и (или) глав районов и городских округов в количестве 8 % от их общего числа. Кроме того, кандидат должен получить подписи не менее чем в трёх четвертях районов и городских округов. По расчёту избиркома, каждый кандидат должен собрать от 176 до 184 подписей депутатов всех уровней и глав муниципальных образований, из которых от 49 до 51 — депутатов райсоветов и советов городских округов и глав районов и городских округов не менее чем 21 района и городского округа области.

## Кандидаты
| Кандидат         | Должность (на момент выдвижения)                                                                                          | Партия выдвижения   | Статус                                                             | Дата выдвижения | Дата регистрации или отказа | Кандидаты в Совет Федерации                           |
| ---------------- | --- | ------------------- | ------------------------------------------------------------------ | --------------- | --------------------------- | ----------------------------------------------------- |
| Евгений Алёхин   | директор ООО «СтройКоммуникации»                                                                                          | Родина              | зарегистрирован                                                    | 25 июня         | 12 июля                     | Светлана Ильина Александр Лебедев Александр Лоцманов  |
| Василий Воробьёв | заместитель прокурора Заводского района города Орла                                                                       | ЧЕСТНО              | отказано в регистрации (не представлены документы для регистрации) | 25 июня         | 12 июля                     |                                                       |
| Алексей Гусев    | директор ООО «Обелиск» | Партия Роста        | отказано в регистрации (не представлены документы для регистрации) | 21 июня         | 12 июля                     |                                                       |
| Андрей Клычков   | временно исполняющий обязанности губернатора Орловской области                                                            | КПРФ                | зарегистрирован                                                    | 9 июня          | 14 июля                     | Анатолий Дворядкин Владимир Круглый Виталий Мельников |
| Елена Крачнакова | председатель Комитета Орловское регионального отделения партии «Патриоты России»                                          | Патриоты России     | зарегистрирован                                                    | 15 июня         | 12 июля                     | Юрий Агарков Светлана Овчинникова Николай Шахин       |
| Андрей Куцын     | заместитель председателя комитета по местному самоуправлению и Регламенту Орловского областного совета народных депутатов | ЛДПР                | зарегистрирован                                                    | 25 июня         | 12 июля                     | Владимир Иванов Роман Неверов Владислав Тарасевич     |
| Руслан Перелыгин | руководитель обособленного подразделения ООО «ИнтерПроект», депутат Орловского областного совета народных депутатов       | Справедливая Россия | зарегистрирован                                                    | 18 июня         | 12 июля                     | Иван Горяйнов Олег Копин Сергей Крючек                |
| Виталий Рыбаков  | индивидуальный предприниматель, депутат Орловского областного совета народных депутатов                                   | РОС                 | отказано в регистрации (не представлены документы для регистрации) | 15 июня         | 12 июля                     |                                                       |
| Иван Устинов     | заместитель начальника отдела БУ ОО «МФЦ»                                                                                 | Партия пенсионеров  | отказано в регистрации (не представлены документы для регистрации) | 19 июня         | 12 июля                     |                                                       |

## Результаты
| Место                       | Место                       | Кандидат                    | Партия                      | Голосов | %       |
| --------------------------- | --------------------------- | --------------------------- | --------------------------- | ------- | ------- |
|                             | 1.                          | Андрей Клычков              | КПРФ                        | 304 801 | 83,55 % |
|                             | 2.                          | Руслан Перелыгин            | Справедливая Россия         | 17 671  | 4,84 %  |
|                             | 3.                          | Евгений Алёхин              | Родина                      | 14 543  | 3,99 %  |
|                             | 4.                          | Андрей Куцын                | ЛДПР                        | 10 609  | 2,91 %  |
|                             | 5.                          | Елена Крачнакова            | Патриоты России             | 10 126  | 2,78 %  |
| Действительных бюллетеней   | Действительных бюллетеней   | Действительных бюллетеней   | Действительных бюллетеней   | 357 750 | 98,07 % |
| Недействительных бюллетеней | Недействительных бюллетеней | Недействительных бюллетеней | Недействительных бюллетеней | 7059    | 1,93 %  |
| Всего                       | Всего                       | Всего                       | Всего                       | 364 809 | 100 %   |
|                             |                             |                             |                             |         |         |
| Явка                        | Явка                        | Явка                        | Явка                        | 364 809 | 57,76 % |
| Общее число избирателей     | Общее число избирателей     | Общее число избирателей     | Общее число избирателей     | 631 568 |         |